# 流行通信
流行通信（りゅうこうつうしん）は、日本のファッション雑誌。日本で発行されるファッション雑誌の中でも特に歴史ある雑誌の一つであった。

## 歴史
1966年5月10日、『森英恵流行通信』として創刊される。当時は森英恵のPR誌としての色合いが強かった。1969年には森英恵の名前を取り『流行通信』に誌名変更。PR誌から一般のファッション誌になる。以降はファッション誌としてだけではなく、アート・カルチャー誌としても評価され、ファッションという垣根を越えて多くのクリエイター達に影響を与えることになる。アートディレクターとして、横尾忠則・浅葉克己・長友啓典・高原宏・藤本やすし・服部一成などの著名人が関わった。カメラマンとしては、篠山紀信、荒木経惟、稲越功一、上田義彦、大森克己、操上和美、沢渡朔、十文字美信、田原桂一をはじめ、各時代のトップが競って参加し、日本の最先端アート・カルチャー・シーンのショーケース的役割を果たした。
1983年、新宿区市谷本村町2-35に安藤忠雄設計による「流行通信ビル」を建設。出版事業部、映像事業部の2事業部体制となる。この前後から、優秀な人材が数多く入社したが、『流行通信』編集長だった川村容子が文藝春秋への転職をしたことに代表されるように数多くの社員が転職し、「出版業界の飛行場」とも言われるようになる。この時期に在職していた人物としては、木津由美子（ハーパスバザー 編集長）、駒田浩一（世界文化社取締役広告本部長）、高田秀之（宝島社）、岡田晴彦（ダイヤモンド・ビジネス企画 取締役・編集長）、池田稔（『miss家庭画報』『マリクレール』元編集長）、などがおり、営業部出身者の活躍が目立つ。
1980年代後半に、出版社が株式会社流行通信から株式会社流行通信社へ社名変更した。さらに2003年9月17日、株式会社INFASパブリケーションズとなった。
2008年1月号（2007年12月発売）より休刊。その後はWWDの日本語版『WWD JAPAN』の別冊季刊誌『WWD流行通信』として年3回から4回程度発売され、誌面には有名芸能人やスポーツ選手などがハイブランドの衣装を身にまとって登場した。
2022年2月現在、INFASパブリケーションズの出版物一覧には『流行通信』は記載されていない。